# Штейнфельд, Франц
Франц Штейнфельд-младший (нем. Franz Steinfeld; 26 марта 1787 или 26 мая 1787, Вена — 5 ноября 1868[…] или 3 ноября 1868, Писек) — австрийский художник-пейзажист.

## Биография
Родился в 1787 году в венском пригороде (форштадте) Мариахильф (ныне — один из центральных районов Вены), в семье скульптора Франца Штейнфельда-старшего. Сперва планировал посвятить себя скульптуре, которой учился под руководством отца, однако затем всерьёз увлёкся пейзажной живописью.
Учился живописи в Венской академии художеств в мастерских у Лоренца Янши и Мартина фон Молитора. В 1805 году совершил образовательную поездку на Рейн и в Нидерланды, где его особенно заинтересовали работы художника Якоба ван Рейсдала.
В 1815 году Штайнфельд женился на Доротее Фертбауэр, которая также происходила из венской художественной династии. В 1815—35 годах был придворным художником малого двора эрцгерцога Антона Виктора (Габсбурга).
В 1822 году впервые экспонировал свои работы на выставке в Венской академии, а уже год спустя стал её действительным членом (1823). В дальнейшем стал в Академии сперва ассистентом профессора (1837), а затем — профессором по кафедре пейзажной живописи (1845—50). Имел многочисленных учеников, среди которых выделялся, в частности, Людвиг Халауска. 
Среди учеников и сотрудников Академии Штейнфельд прославился новаторским подходом, в частности, требовал увеличить окна в здании Академии («Больше света!»). Похожего подхода придерживался и его коллега Фердинанд Георг Вальдмюллер.
Штейнфельд был представителем того поколения живописцев, которые уже предпочитали писать пейзажи с натуры (в отличие от скомпонованных «из головы» пейзажей, модных среди художников и публики XVIII столетия), но при этом выбирали особенные, романтические места (горные долины, старинные замки, заброшенные здания), тщательно продумывали стаффаж, «убирали» с картины лишние, «не вписывающиеся» детали. Этим пейзажисты поколения Штейнфельда отличались от последующих барбизонцев и их сторонников, провозгласивших красоту обыденного. 
В поисках натуры для пейзажей Штейнфельд объездил всю центральную Европу, посетил Италию, Германию и Швейцарию, а в 1842 году ещё раз совершил путешествие в Нидерланды и Бельгию (вместе с художником Йозефом Данхаузером). Много путешествовал по Австрии, в особенности по альпийским землям.
Скончался Штейнфельд в 1868 году в Богемии, в славном городе Писек во время одной из своих многочисленных поездок. 
Его сын, Вильгельм Штейнфельд (1816–1854), также стал художником, однако, не достиг отцовской славы. 
В 1901 году именем Франца Штейнфельда была названа улица (Штейнфельдгассе) в венском районе Хайлигенштадт.
В 2023 году в Новой галерее австрийского города Граца состоялась персональная выставка работа Штейнфельда под названием «Альпийские виды».

## Галерея

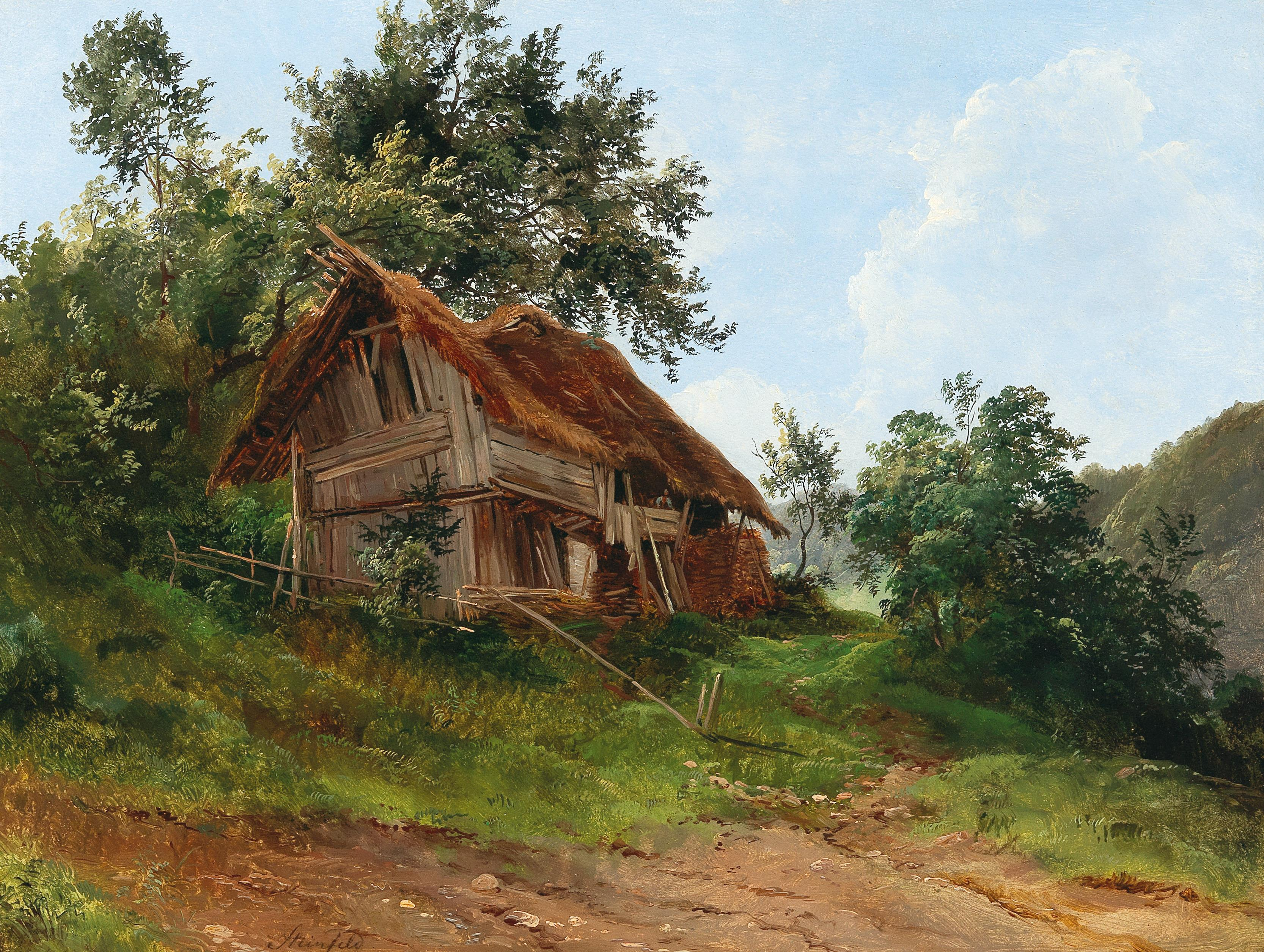
Заброшенный дом
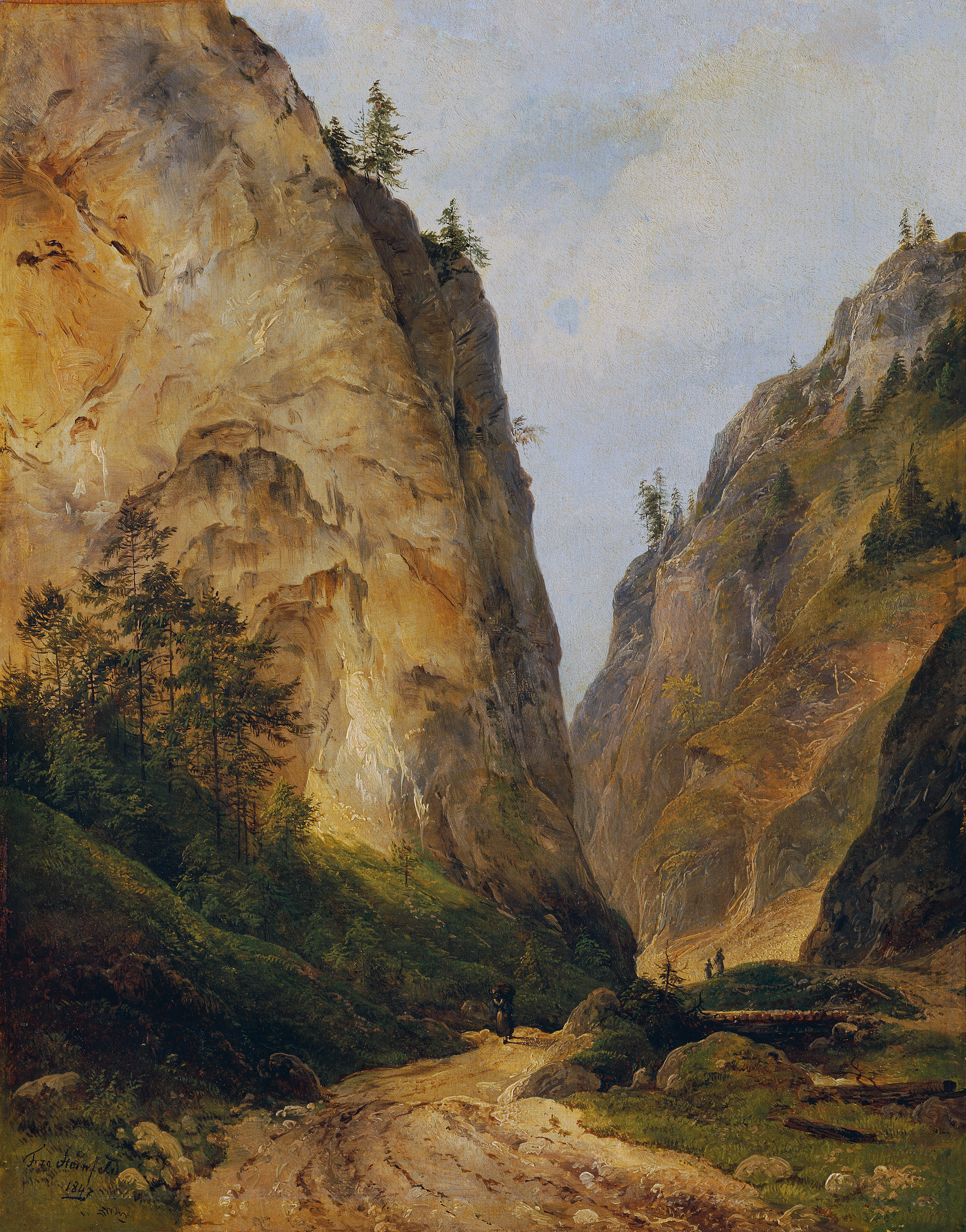
Ущелье Фельзенталь, 1847, Галерея Бельведер, Вена
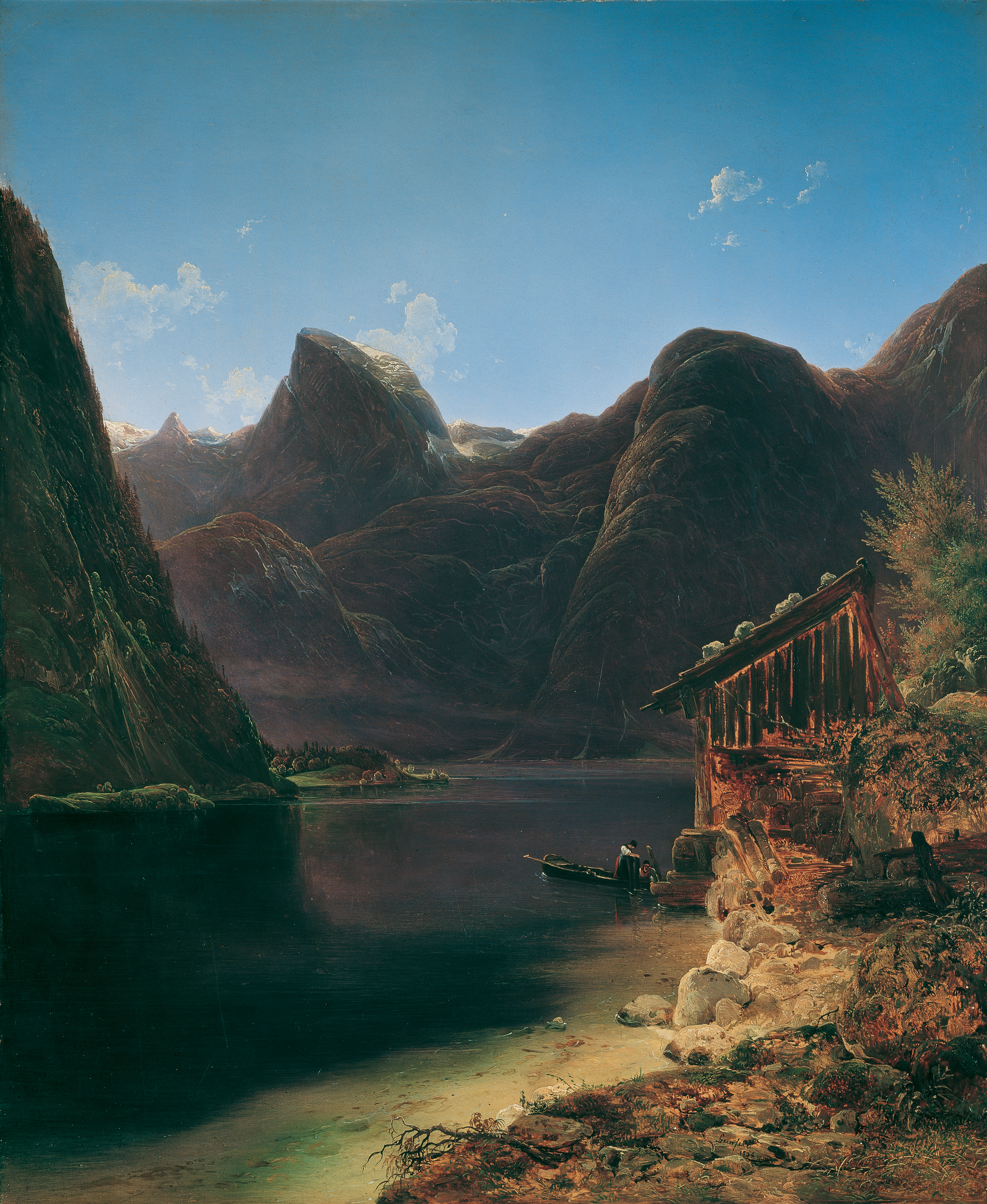
Гальштадтское озеро, 1834, Галерея Бельведер, Вена
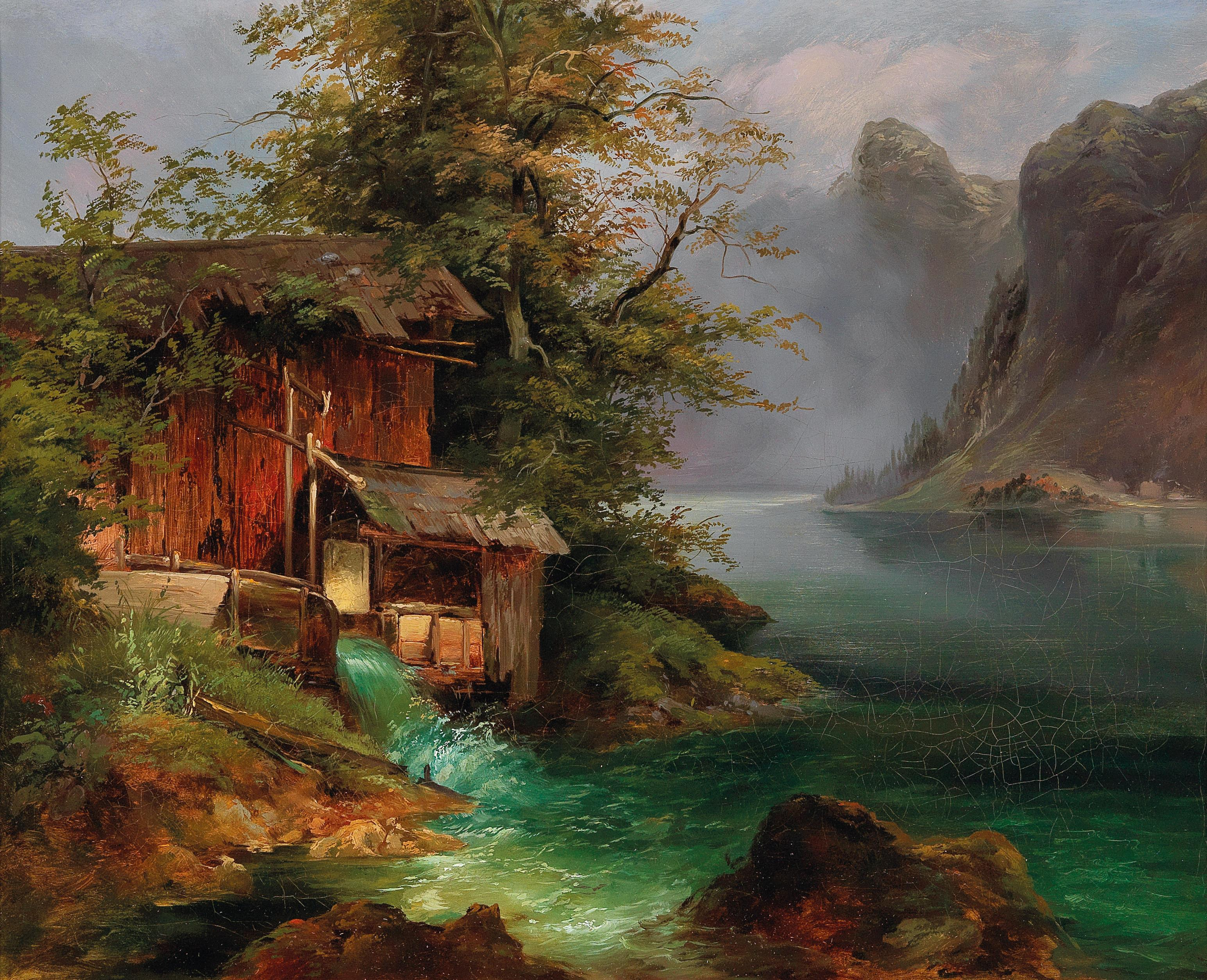
Водяная мельница на Гальштадском озере, 1839
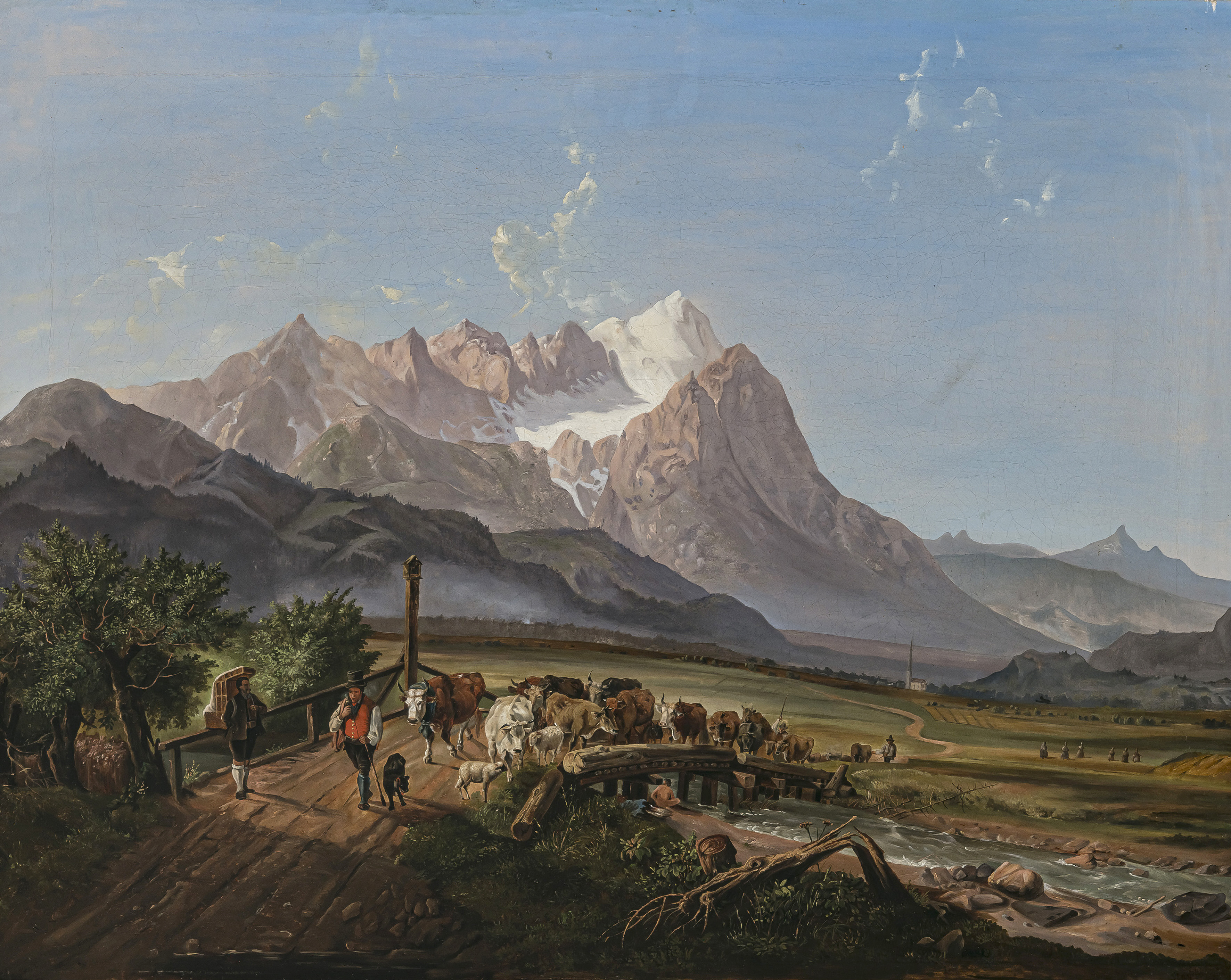
Долина Гармиш с видом на гору Цугшпитце
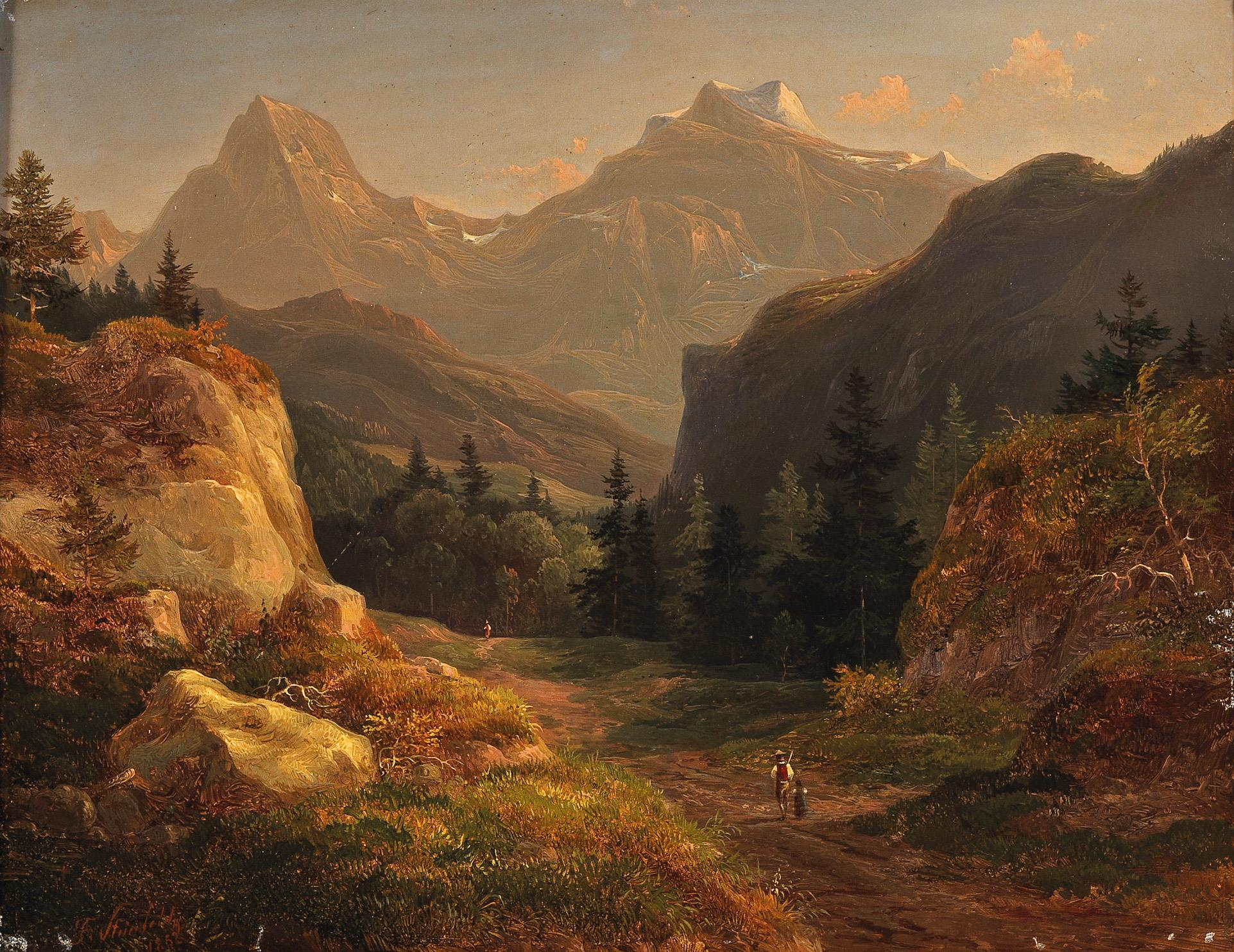
Зальцбургский пейзаж
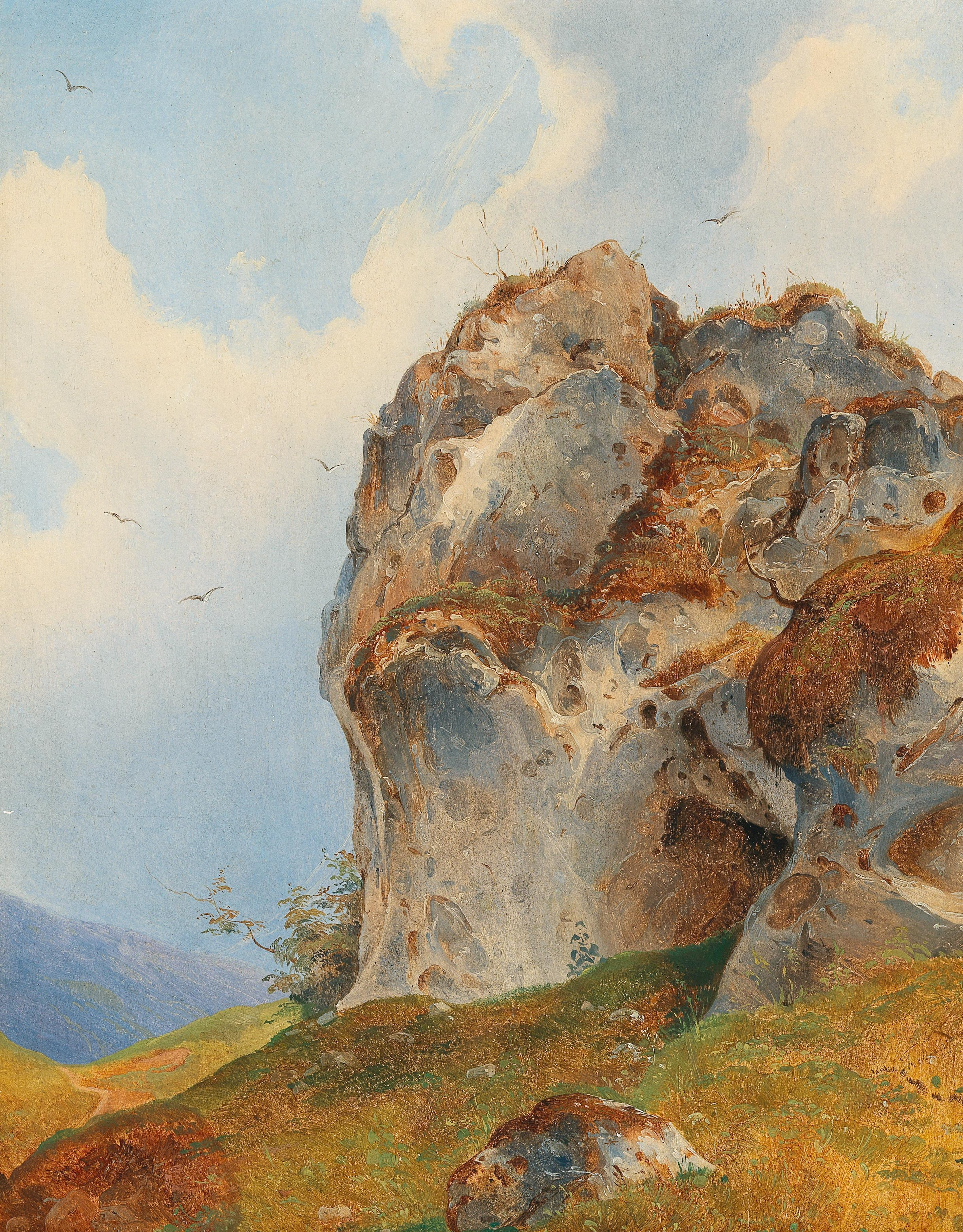
Горный пейзаж Нижней Австрии, частное собрание
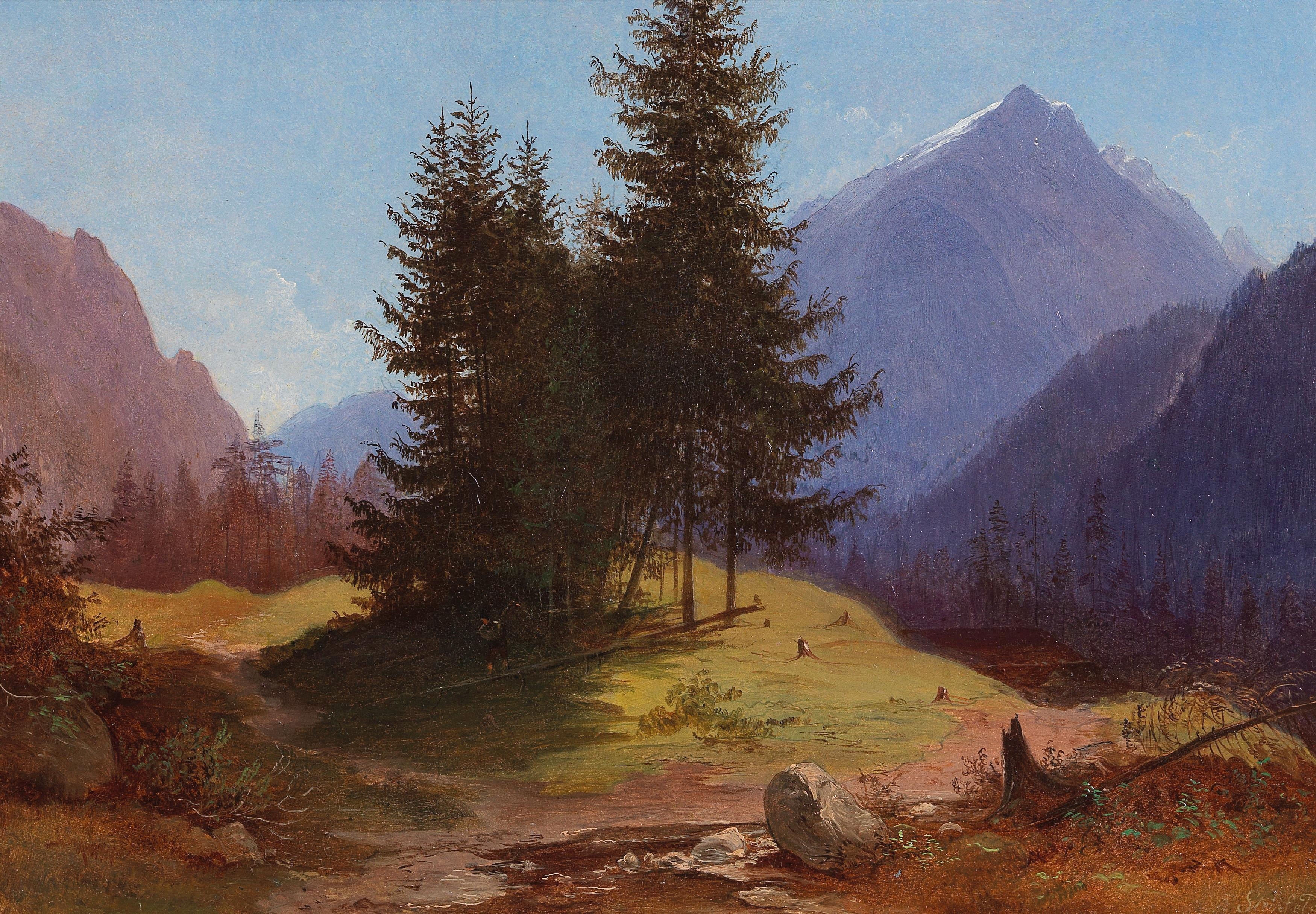
Пейзаж с группой деревьев на фоне гор, частное собрание